# Принц-консорт
Принц-консорт (Prince consort) — чоловік панівної королеви, який сам не є монархом (за винятком тих випадків, коли він сам є королем іншої країни).
Сучасними прикладами принців-консортів є принц Генрік Данський (чоловік королеви Маргрете II), а донедавна й принц Філіп, герцог Единбурзький (чоловік королеви Єлизавети II).
Як визнання статусу чоловіка королеви йому може надаватись формальний титул — принц, принц-консорт (принц-чоловік) або король-консорт (король-чоловік). У разі смерті королеви принц-консорт стає просто принцом.
Аналогічний статус консорта може бути наданий також і дружині короля, яка стає королевою-консорт. Наприклад, королевою-консорт є Анна Павлівна Романова (1795—1865), дружина короля Нідерландів (1792—1849) Віллема II Оранського.

## Список принців-консортів

### Англія
| № | ім'я                             |  | народився                 | помер                            | чинність  | батьки                                             |
| - | -------------------------------- |  | ------------------------- | -------------------------------- | --------- | -------------------------------------------------- |
| 1 | Гілфорд Дадлі                    |  | 1536                      | 12 лютого 1554 Лондонський Тауер | 1553      | Джон Дадлі, 1-й герцог Нортумберленд Джейн Гілфорд |
| 2 | Філіп II (король Іспанії)        |  | 21 травня 1527 Вальядолід | 13 вересня 1598 Ескуріал         | 1554—1558 | Карл V Габсбург Ізабелла Португальська             |
| 3 | Георг Данський герцог Камберленд |  | 2 квітня 1653 Копенгаген  | 28 листопада 1708 Лондон         | 1702—1707 | Фредерік III Софія Амалія Брауншвейг-Люнебурзька   |

### Шотландія
| № | ім'я                                        |  | народився                | помер                     | чинність  | батьки                                           |
| - | ------------------------------------------- |  | ------------------------ | ------------------------- | --------- | ------------------------------------------------ |
| 1 | Франциск II (король Франції)                |  | 19 січня 1544 Фонтенбло  | 5 грудня 1560 Орлеан      | 1558—1560 | Генріх II (король Франції) Катерина Медичі       |
| 2 | Генріх Стюарт, лорд Дарнлі (король-консорт) |  | 7 грудня 1545 Лідс       | 10 лютого 1567 Единбург   | 1565—1567 | Метью Стюарт, 4-й граф Леннокс Маргарет Дуглас   |
| 3 | Джеймс Гепберн, 4-й граф Ботвелл            |  | бл. 1534                 | 14 квітня 1578 Драгсхольм | 1567      | Патрік Гепберн, 3-й граф Ботвелл Агнес Сінклер   |
| 4 | Георг Данський герцог Камберленд            |  | 2 квітня 1653 Копенгаген | 28 листопада 1708 Лондон  | 1702—1707 | Фредерік III Софія Амалія Брауншвейг-Люнебурзька |

### Велика Британія
| № | Ім'я                                   |  | народився                | помер                    | чинність  | батьки                                                                    |
| - | -------------------------------------- |  | ------------------------ | ------------------------ | --------- | ------------------------------------------------------------------------- |
| 1 | Георг Данський герцог Камберленд       |  | 2 квітня 1653 Копенгаген | 28 листопада 1708 Лондон | 1707—1708 | Фредерік III Софія Амалія Брауншвейг-Люнебурзька                          |
| 2 | Альберт Саксен-Кобург-Готський         |  | 26 серпня 1819 Кобург    | 14 грудня 1861 Віндзор   | 1840—1861 | Ернст I (герцог Саксен-Кобург-Готський) Луїза Саксен-Кобург-Альтенбурзька |
| 3 | Філіп Маунтбеттен, герцог Единбурзький |  | 10 червня 1921 Корфу     | 9 квітня 2021 Віндзор    | 1952—2021 | Андрій, принц Грецький і Данський Аліса Баттенберг                        |